# Cupaniopsis amoena
Cupaniopsis amoena är en kinesträdsväxtart som beskrevs av Albert Charles Smith. Cupaniopsis amoena ingår i släktet Cupaniopsis och familjen kinesträdsväxter. Inga underarter finns listade i Catalogue of Life.